# Воррен Кінг
Во́ррен Кі́нг (англ. Warren King, нар.1 квітня 1955) — австралійський колишній професіональний гравець у снукер. Кінг ніколи не був в числі Топ-32 офіційного рейтингу (найвищий рейтинг — 35-й), а найкращим його досягненням у професійній кар'єрі є фінал турніру Mercantile Credit Classic у 1990, коли він програв Стіву Джеймсу з рахунком 6:10. Воррен Кінг чотири рази кваліфікувався на чемпіонат світу (у 1982, 1987, 1988 та 1991), але ні разу не доходив до 1/8 фіналу.
У 1986 і 1987 роках Кінг ставав переможцем професійного чемпіонату Австралії.